# Suzanne Kaminski
Pour les articles homonymes, voir Kaminsky.
Suzanne Kaminski est née le 11 mars 1943 et est décédée à Auschwitz le 22 avril 1943. Elle est la plus jeune enfant juive déportée de Belgique,,.

## Biographie
Le 4 août 1942, les occupants allemands commencent la déportation des juifs qui résident sur le territoire belge. Ils doivent se présenter spontanément à la caserne Dossin pour le « travail obligatoire ». Sur les conseils de la résistance juive, les Juifs cessent rapidement de se présenter à la caserne. Des rafles sont alors organisées par les nazis. Suzanne Kaminski, qui naît le 11 mars 1943, n'a que 14 jours, le 25 mars 1943, quand elle est internée à la caserne Dossin où le matricule XX-215 lui est attribué. Elle est la 215e personne inscrite sur la liste du vingtième convoi. Le 19 avril 1943 le convoi qui, pour la première fois, est constitué de wagons à bestiaux, quitte la gare de Malines mais il est arrêté par trois résistants qui permettent à 231 des déportés de tenter de s'échapper. Certains sont tués, d'autres repris dans les heures et les jours qui suivent. Au total, 113 d'entre eux parviennent à se soustraire à la barbarie nazie. Ce n'est pas le cas de la petite Suzanne qui est assassinée à Auschwitz le 22 avril 1943, jour de son arrivée. Elle n'a qu'un mois et onze jours. Elle est à peine plus âgée que la petite Jacqueline Valdoche, née le 15 décembre 1943, petite Tzigane âgée de trente jours le 15 janvier 1944, jour de sa déportation. Elle fit partie du convoi Z (Z pour Zigeuner, Tzigane). Elle est la plus jeune enfant de la déportation belge,